# Hilltop (Minnesota)
Hilltop és una població dels Estats Units a l'estat de Minnesota. Segons el cens del 2000 tenia 766 habitants.

## Demografia
Segons el cens del 2000, Hilltop tenia 766 habitants, 400 habitatges, i 165 famílies. La densitat de població era de 2.275 habitants per km².
Dels 400 habitatges en un 23,8% hi vivien nens de menys de 18 anys, en un 17,8% hi vivien parelles casades, en un 19% dones solteres, i en un 58,8% no eren unitats familiars. En el 51,5% dels habitatges hi vivien persones soles el 8,3% de les quals corresponia a persones de 65 anys o més que vivien soles. El nombre mitjà de persones vivint en cada habitatge era d'1,89 i el nombre mitjà de persones que vivien en cada família era de 2,69.
Per edats la població es repartia de la següent manera: un 20,9% tenia menys de 18 anys, un 9,7% entre 18 i 24, un 35% entre 25 i 44, un 26,2% de 45 a 60 i un 8,2% 65 anys o més.
L'edat mediana era de 36 anys. Per cada 100 dones de 18 o més anys hi havia 104 homes.
La renda mediana per habitatge era de 26.528 $ i la renda mediana per família de 32.875 $. Els homes tenien una renda mediana de 28.295 $ mentre que les dones 25.652 $. La renda per capita de la població era de 16.576 $. Entorn del 17,7% de les famílies i el 21,4% de la població estaven per davall del llindar de pobresa.

## Poblacions més properes
El següent diagrama mostra les poblacions més properes.